# Toyota Tazz
Toyota Conquest, Toyota Corolla Conquest und Toyota Tazz sind Pkw der japanischen Automobilmarke Toyota.

## Markteinführung
1986 brachte Toyota den Toyota Conquest (auf anderen Märkten als Corolla) in Südafrika auf den Markt. Gleichzeitig ließ Toyota allerdings die baugleiche Schrägheck-Modellreihe namens Toyota Tazz nebenher offerieren. Damit entbrannte in Südafrika ein Kampf dreier Automobilmarken um den größten Marktanteil auf dem südafrikanischen Markt. Hauptkonkurrenten waren die VW-Modelle Chico Golf, Citi Golf und die Ford-Modellbaureihen Laser und Tracer. Volkswagen konnte bis 2000 den Platz Nr. 1 behalten und wurde nach dem Facelift des Tazz von Toyota abgelöst.
Nach der Produktionseinstellung im Jahre 2006 belegte der Chico Golf erneut den Platz des meistverkauften Automobils in Südafrika. Die zweite Generation des Toyota Tazz gab die Toyota Motor Corporation 1991 der australischen GM-Tochter Holden in Auftrag. Diese produzierte dann den Tazz für Japan und Südafrika unter dem Namen Toyota Corolla Conquest. Auf dem australischen Markt ließ Holden den Corolla-Ableger als Toyota Tazz sowie unter eigenem Label als Holden Nova laufen.

## Erste Generation

### Südafrika
Als Konkurrent zu den erfolgreichen VW-Modellen Chico Golf und Citi Golf etablierte Toyota 1986 die beiden Schwestermodelle Toyota Conquest und Toyota Tazz. Diese basierten auf dem aktuellen Corolla-Hatchback aus Japan und sollte Toyota auf Platz Nr. 1 der meistverkauften Autos in Südafrika bringen. Doch obwohl verschiedene Modellversionen angeboten wurden, gelang es der Toyota Motor Corporation vorerst nicht, das gesetzte Ziel zu erreichen.
Conquest und Tazz stellten als Kleinwagen (Hatchback) das Einsteigermodell der Marke dar. Das Stufenheckmodell und der Kombi trugen nach wie vor dem Namen Toyota Corolla. Trotz alldem standen auch bei Conquest und Tazz alle möglichen Sonderausstattungen zur Auswahl. Für eine Kurze Zeit bot Toyota den Tazz als Sondermodell Run Roof mit Sonnendach an. Ein Panel-Van, der identisch mit dem Tazz war, hatte den Namen Toyota Carri. Erst 2000, nachdem der Tazz ein Facelift erhalten hatten, erreichte Toyota den angestrebten ersten Platz in der Zulassungsstatistik. Der Conquest lief im Mai 2001 aus. Der Panel-Van Carri dagegen wurde ebenfalls dem gleichen Facelift unterzogen. Die Produktion beider Modelle lief erst im August 2006 aus.

### Australien
In Australien wurde der Tazz hingegen von der GM-Tochter Holden gebaut. Offiziell wurde lediglich der Hatchback angeboten. Nach Japan wurden aber auch Stufenhecklimousinen und Kombis als Toyota Corolla Conquest Sédan und Toyota Corolla Conquest Wagon exportiert. Kleine Stückzahlen davon vertrieb Holden aber unter dem Toyota-Modellnamen SL Tazz für den heimischen und neuseeländischen Heimatmarkt zurück. Unter eigenem Label hatte Holden als Holden SL Nova angeboten. 1991 wurden die australischen Modelle erstmals facegeliftet und galten nun als zweite Generation.

### Modellversionen aus Südafrika
| Modell     | Motor | Hubraum (cm³) | Zylinder | PS  | max. Drehmoment | Höchstgeschwindigkeit | Leergewicht | zul. Gesamtgewicht (kg) | Beschleunigung 0–100 km/h (sek) | Verbrauch in L auf 100 km | Kraftstoff | Carri | Conquest | Tazz |
| ---------- | ----- | ------------- | -------- | --- | --------------- | --------------------- | ----------- | ----------------------- | ------------------------------- | ------------------------- | ---------- | ----- | -------- | ---- |
| 130        |       | 1296          | R4       | 75  | 103/4200        | 159                   | 935 – 944   | 1450                    | 14,1                            | 8,3                       | N          | ¶     | ¶        | ¶    |
| 130        |       | 1296          | R4       | 75  | 103/4200        | 155                   | 944         | 1450                    | 13,0                            | 7,3                       | S          | ¶     | ¶        | ¶    |
| 130 Sport  |       | 1296          | R4       | 75  | 103/4200        | 159                   | 968         | 1450                    | 13,0                            | 7,3                       | N          |       | ¶        | ¶    |
| 160        | 4A-FE | 1498          | R4       | 107 | 140/4400        | 159                   | 944         | 1450                    | 12,8                            | 7,3                       | N          |       | ¶        | ¶    |
| 160 iR     | 4A-FE | 1587          | R4       | 107 | 140/4400        | 159                   | 944         | 1450                    | 11,3                            | 7,2                       | SP         |       | ¶        |      |
| 160 Sport  | 4A-FE | 1587          | R4       | 107 | 140/4400        | 159                   | 944         | 1450                    | 11,3                            | 7,2                       | SP         |       | ¶        | ¶    |
| 160i       | 4A-FE | 1587          | R4       | 107 | 140/4400        | unbk.                 | 998         | 1510                    | unbk.                           | unbk.                     | N          | ¶     | ¶        | ¶    |
| 160i XE    | 4A-FE | 1587          | R4       | 107 | 140/4400        | unbk.                 | 998         | 1510                    | unbk.                           | unbk.                     | N          |       |          | ¶    |
| 180i Sport | 4A-FE | 1762          | R4       | 155 | 155/4400        | 190                   | 1005        | 1545                    | 10,0                            | 6,8                       | S          |       | ¶        |      |

(Alle Angaben sind Werksangaben der Toyota Pretoria Plant)

### Modellversionen aus Australien
| Modell           | Motor | Hubraum (cm³) | Zylinder | PS  | max. Drehmoment | Höchst- geschwindigkeit | Leergewicht | Gewicht | Beschleunigung 0–100 km/h (sek) | Verbrauch in L auf 100 km | Kraftstoff | Breite | Länge | Höhe | Radstand | Verkaufsland          |
| SL Tazz          |       | 1587          | R4       | 106 | 135/4800        | 170                     | 1065        | unbk.   | 13,0                            | 8,0                       | Sb         | 3995   | 1685  | 1380 | 2430     | Australien Neuseeland |
| SL Tazz          |       | 1587          | R4       | 106 | 135/4800        | 170                     | 1065        | unbk.   | 13,0                            | 8,0                       | Sb         | 4270   | 1685  | 1380 | 2465     | Australien Neuseeland |
| Corolla Conquest |       | 1587          | R4       | 106 | 135/4800        | 170                     | 1065        | unbk.   | 13,0                            | 8,0                       | Sb         | 3995   | 1685  | 1380 | 2430     | Japan                 |
| Corolla Conquest |       | 1587          | R4       | 106 | 135/4800        | 170                     | 1065        | unbk.   | 13,0                            | 8,0                       | Sb         | 4270   | 1685  | 1380 | 2465     | Japan                 |

(Alle Angaben sind Werksangaben der Holden Ltd.)

## Zweite Generation
Die zweite Generation wurde nur noch in Australien von der GM-Tochter Holden gebaut. Wie der Vorgänger exportierte Holden auch die zweite Generation als Toyota Corolla Conquest nach Japan. Ein zusätzlicher Markt war nun auch Südafrika in der das Modell als eigenständige Modellbaureihe neben Toyota Corolla, dem Toyota Conquest sowie dem dort einheimischen Toyota Tazz rangierte. Mit schleppenden Absatz ersetzte Holden die Modellbaureihe schließlich durch den Holden TR Astra. Beste Verkaufszahlen erreichte die zweite Generation mit insgesamt 98.000 Einheiten in Südafrika.
Folgende Modellversionen standen zur Auswahl:
| Modell  | Motor | Hubraum (cm³) | Zylinder | max. Drehmoment | Höchstgeschwindigkeit | Leergewicht | zul. Gesamtgewicht (kg) | Beschleunigung 0–100 km/h (sek) | Verbrauch in L auf 100 km | Kraftstoff | Hatchback | Sédan |
| ------- | ----- | ------------- | -------- | --------------- | --------------------- | ----------- | ----------------------- | ------------------------------- | ------------------------- | ---------- | --------- | ----- |
| GS Tazz |       | 1762          | R4       | 155/2800        | 175                   | 1130        | unbk.                   | 10,7                            | 8,0                       | Sb         | ¶         |       |
| LG Tazz |       | 1762          | R4       | 155/2800        | 175                   | 1070        | unbk.                   | 10,7                            | 8,0                       | Sb         | ¶         | ¶     |
| LS Tazz |       | 1762          | R4       | 155/2800        | 175                   | 1130        | unbk.                   | 10,7                            | 8,0                       | Sb         | ¶         | ¶     |

(Alle Angaben sind Werksangaben der Holden Ltd.)